# Sidónio Pais
Sidónio Bernardino Cardoso da Silva Pais (phát âm tiếng Bồ Đào Nha: [siˈdɔniu ˈpajʃ], 1 tháng 5 năm 1872, tại Caminha – 14 tháng 12 năm 1918, tại Lisbon) chính trị gia người Bồ Đào Nha, sĩ quan quân đội, và nhà ngoại giao, ông giữ chức Tổng thống thứ tư của Đệ nhất Cộng hoà Bồ Đào Nha năm 1918. Một trong những nhân vật gây chia rẽ nhất trong lịch sử Bồ Đào Nha hiện đại, ông được nhà văn Fernando Pessoa nhắc đến như "Tổng thống - Vua", một sự diễn tả cho sự bế tắc chính trị vài năm sau đó và tượng trưng cho chế độ cai trị của ông.